# アイデンティティー (My Little Loverのアルバム)
『アイデンティティー』は、2008年5月1日に発売されたMY LITTLE LOVERの7枚目のアルバム。発売元はavex trax。本作の発売と同時にトイズファクトリー時代のアルバム9枚をすべて廃盤にし、エイベックスより一律2,800円（『The Waters』のみ1,800円）の廉価版で再発売された。

## 概要
「ラビリンス」，「イニシャル」，「アイデンティティー」は現在、過去、未来のテーマでストーリー展開された三部作である。
MY LITTLE LOVERのデビュー日である5月1日に発売され、同日アニバーサリーライブが行われた。

## 収録曲
1. overture
2. イニシャル
21stシングル。
2008年の3作連続リリースの第二弾。TBS系列、『恋するハニカミ!』エンディングテーマ。
3. spell
レミオロメンの前田啓介が作曲。
4. dreamy success
19thシングル。
5. ラビリンス
20thシングル。
2008年の3作連続リリースの第一弾。ブルボンプチシリーズCMソング。
6. 想いのかけら
7. 悲しきパペット
キリンジの堀込高樹が作曲。
8. chutes and ladders
9. jelly fish
19thシングル「dreamy success」のカップリング。
キリンジの堀込泰行が作曲。
10. あふれる (album ver.)
18thシングル。
シングルに収録されていたものとは、若干歌詞が変更されている。
11. くちびる
19thシングル「dreamy success」のカップリング。
12. 愛と平和
13. 雨フリのち神なり
14. アイデンティティー
2008年の3作連続リリースの第三弾。
フジテレビ、EHON JAPAN2008イメージソング。

## 収録内容
| 全作詞: akko。 |                           |           |                        |                  |      |
| #              | タイトル                  | 作詞      | 作曲                   | 編曲             | 時間 |
| 1.             | 「overture」              | akko      | 近田潔人               |                  | 0:55 |
| 2.             | 「イニシャル」            | akko      | 小林武史               | 小林武史         | 4:43 |
| 3.             | 「spell」                 | akko      | 前田啓介               | 前田啓介         | 4:41 |
| 4.             | 「dreamy success」        | akko      | 松浦友也               | 安達練           | 4:06 |
| 5.             | 「ラビリンス」            | akko      | 小林武史               | 小林武史         | 4:52 |
| 6.             | 「想いのかけら」          | akko      | 松浦友也               | 西川進           | 4:56 |
| 7.             | 「悲しきパペット」        | akko      | 堀込高樹               | 中島ノブユキ     | 3:58 |
| 8.             | 「chutes and ladders」    | akko      | アキタノブオ           | 近田潔人         | 3:45 |
| 9.             | 「jelly fish」            | akko      | 堀込泰行               | 森俊之           | 4:06 |
| 10.            | 「あふれる (album ver.)」 | akko      | 小林武史               | 小林武史         | 5:38 |
| 11.            | 「くちびる」              | akko      | 森俊之、古川昌義、akko | 森俊之、古川昌義 | 5:03 |
| 12.            | 「愛と平和」              | akko      | 松浦友也、akko         | 近田潔人         | 5:45 |
| 13.            | 「雨フリのち神なり」      | akko      | 松浦友也               | 近田潔人         | 6:25 |
| 14.            | 「アイデンティティー」    | akko      | 小林武史               | 小林武史         | 5:22 |
| 合計時間:      | 合計時間:                 | 合計時間: | 合計時間:              | 64:15            |      |

| #  | タイトル                                        | 作詞 | 作曲・編曲 |
| -- | ----------------------------------------------- | ---- | ---------- |
| 1. | 「ラビリンス (Album Ver.)」(Music Clip)         |      |            |
| 2. | 「イニシャル (Album Ver.)」(Music Clip)         |      |            |
| 3. | 「アイデンティティー (Album Ver.)」(Music Clip) |      |            |

## 演奏
- akko
  - Vocal
  - All Backing Vocals (#9)
  - Organ (#8)
  - Glockenspiel (#11)
- 小林武史
  - Programming (#1)
  - Keyboards (#2.5.10.14)
- 名越由貴夫：Guitar (#2)
- 西川進
  - Guitar (#3.4.5.6.10)
  - Bass (#10)
- 前田啓介 (レミオロメン)：Bass (#3)
- 皆川真人
  - Keyboards (#3)
  - Piano (#12)
- あらきゆうこ：Drums (#3)
- 沖山優司：Bass (#5.9)
- 松永俊弥：Drums (#5.10)
- 松田“FIRE”卓己：Bass (#6.8)
- 小林徹也：Keyboards (#6)
- 河村“カースケ”智康：Drums (#6)
- 福原将宣：Acoustic Guitar, Electric Guitar (#7)
- 坂田学：Drums (#7)
- 西村浩二：Trumpet, Flugelhorn (#7)
- 菅坂雅彦：Flugelhorn (#7)
- 中島ノブユキ：Keyboards, Programming (#7)
- 近田潔人
  - Acoustic Guitar (#8.12.13)
  - Electric Guitar (#8.12)
  - Electric Sitar (#8)
  - Programming (#8.13)
  - 12 Strings Guitar (#12)
  - Auto Harp, Bass (#13)
- SUNNY：Electric Piano (#8)
- 宮田繁男：Drums (#8)
- 古川昌義：Acoustic Guitar, Electric Guitar (#9.11)
- 森俊之
  - Rhodes, Hammond B-3, Glockenspiel (#9)
  - Programming (#9.11)
  - Acoustic Piano (#11)
- 山内薫：Bass (#12)
- 中幸一郎：Drums (#12)